# After the Love Has Gone
After the Love Has Gone is een nummer van de Amerikaanse band Earth, Wind & Fire uit 1979. Het is de tweede single van hun negende studioalbum I Am.

## Achtergrond
"After the Love Has Gone" is medegeschreven door David Foster en het latere Chicago-bandlid Bill Champlin. Het nummer was eigenlijk voor Hall & Oates bedoeld, maar omdat zij geen interesse hadden in nummers die niet door henzelf geschreven zijn werd het uiteindelijk opgenomen door Earth, Wind & Fire. Die scoorden er in Noord-Amerika een grote hit mee, het haalde in de Amerikaanse Billboard Hot 100 de 2e positie. In Europa werd "After the Love Has Gone" alleen in het Verenigd Koninkrijk, Nederland en Vlaanderen een hit. In de Nederlandse Top 40 haalde het een bescheiden 20e positie, en in de Vlaamse Radio 2 Top 30 de 27e.

## Live-uitvoering met Bill Champlin
Na het vertrek van zanger/oprichter Maurice White wegens de ziekte van Parkinson ging Earth, Wind & Fire in 2004 voor het eerst op tournee met Chicago. Bill Champlin werd uitgenodigd om After the Love Has Gone te zingen. In 2005 verscheen het zowel op de dvd-registratie als op de Chicago-verzamelaar Love Songs met daarop ook de door Philip Bailey gezongen live-uitvoering van If You Leave Me Now. 

## NPO Radio 2 Top 2000
| Nummer met noteringen in de NPO Radio 2 Top 2000 | '99  | '00 | '01  | '02  | '03  | '04  | '05  | '06  | '07  | '08  | '09  | '10  | '11  | '12  | '13  | '14  | '15  | '16  | '17  |
| ------------------------------------------------ | ---- | --- | ---- | ---- | ---- | ---- | ---- | ---- | ---- | ---- | ---- | ---- | ---- | ---- | ---- | ---- | ---- | ---- | ---- |
| After the Love Has Gone                          | 1390 | -   | 1037 | 1215 | 1783 | 1685 | 1676 | 1788 | 1704 | 1672 | 1452 | 1355 | 1580 | 1362 | 1559 | 1409 | 1741 | 1991 | 1988 |

1. ↑  Een '-' betekent dat het nummer niet was genoteerd en een vetgedrukt getal geeft de hoogste notering aan.
2. ↑  Deze tabel is bijgewerkt tot en met de laatste editie (2024).